# سیارک ۲۵۳۸۱
سیارک ۲۵۳۸۱ (به انگلیسی: 25381 Jerrynelson، نامگذاری:1999TE213) بیست و پنج هزار و سیصد و هشتاد و یکمین سیارک کشف شده‌است که در ۱۵ اکتبر ۱۹۹۹ کشف شد.
قدر مطلق سیارک برابر ۶.۸ است.